# Зовнішньоекономічний договір
Зовнішньоекономі́чний до́говір (контра́кт) — матеріально оформлена угода двох чи більше суб'єктів зовнішньоекономічної діяльності та їхніх іноземних контрагентів, спрямована на встановлення, зміну або припинення їхніх взаємних прав та обов'язків у зовнішньоекономічній діяльності.
Згідно з Положенням про форму зовнішньоекономічних договорів (контрактів), що затверджене наказом Мінекономіки від 06.09.2001 № 201, договір повинен передбачати умови щодо предмета, об'єкта, мети та інші умови, без яких договір може бути визнано неукладеним відповідно до матеріального права такого договору.

## Правила укладання
Суб'єкт зовнішньоекономічної діяльності або його представник укладає зовнішньоекономічний договір (контракт) в простій письмовій формі, якщо міжнародним договором України або законом не передбачено інших вимог.
До 07.08.2020 ЗЕ контракти повинні були відповідати вимогам Наказу Мінекономіки та євроінтеграції від 09 вересня 2001 року № 201 «Про затвердження Положення про форму зовнішньоекономічних договорів (контрактів)». Проте цей документ втратив чинність. Іншого документу, який би встановлював вимоги до ЗЕ договорів, наразі не прийнято.

## Предмет, об'єкт та цілі ЗЕД-договору
Предметом зовнішньоекономічного договору може бути широкий спектр елементів, товарів або послуг, які сторони домовляються обмінювати або регулювати між собою з метою сприяння зовнішньоекономічним відносинам. В залежності від типу договору та взаємних інтересів сторін, предметом договору можуть бути:
- товари — договори на постачання або купівлю-продаж товарів між країнами або компаніями;
- послуги — угоди на надання різноманітних послуг між суб'єктами зовнішньоекономічної діяльності;
- інвестиції — договори, спрямовані на привернення іноземних інвестицій або регулювання інвестиційного співробітництва;
- ліцензії та технології — договори про передачу технологій або використання ліцензій;
- транспорт — угоди про транспортні перевезення або співпрацю у сфері транспорту;
- фінансові послуги — договори, пов'язані з фінансовими послугами, такими як банківські угоди, страхування тощо;
- технічна співпраця — договори на співпрацю у наукових дослідженнях, розробці технологій тощо.

Об'єкт ЗЕ договору визначає те, на що саме спрямована угода між суб'єктами ЗЕД. Це може бути конкретний товар, послуга, технологія, інвестиція, право, власність або будь-який інший елемент, що може бути об'єктом обміну або регулювання в рамках зовнішньоекономічних відносин. Прикладами об'єктів ЗЕ договору є:
- постачання товарів з однієї країни до іншої;
- послуги, які надаються однією стороною іншій;
- передача прав на використання певної технології або патенту;
- інвестиційний проєкт або залучення капіталу з однієї країни до іншої;
- передача прав на продаж інтелектуальної власності або торговельного бренду;
- оренда або купівля-продаж земельних ділянок для певних проєктів;
- фінансові послуги, включаючи кредитування, гарантії та інші фінансові інструменти.

Цілі ЗЕ договору визначають основні мети та цілі, які сторони прагнуть досягти, укладаючи угоду. Ці цілі можуть бути різноманітними в залежності від типу договору, характеру взаємодії та інтересів сторін. Основними цілями ЗЕ договорів може бути збільшення торгівлі, залучення інвестицій, співпраця у наукових та технічних сферах, розвиток інфраструктури та транспортних зв'язків, захист прав інтелектуальної власності, сприяння стабільності та безпеці, розвиток соціальної та культурної співпраці, розв'язання торговельних непорозумінь. Кожна угода має свої специфічні цілі, що визначаються потребами та інтересами сторін, які залучені до угоди.

## Умови укладання зовнішньоекономічного договору

### Основні умови
При укладенні ЗЕ контрактів основними моментами, які необхідно враховувати, є:
1. Для зазначеного договору вказується його назва (наприклад, купівлі-продажу, надання послуг, постачання й т. д.), унікальний номер та дата укладення контракту.
2. У преамбулі ЗЕ контракту вказуються повні найменування сторін, як зазначено відповідними реєстрами, разом з країною, а також короткі позначення для кожної сторони (наприклад, «Замовник», «Продавець», «Постачальник» та інші). Зазначається уповноважена особа, яка діє від імені сторін при укладенні ЗЕД-контракту, а також найменування установчих або інших документів, що підтверджують повноваження управлінських органів або представників контрагентів у зв'язку з укладанням даного ЗЕД-контракту.
3. Предмет ЗЕ контракту.
4. Ціна і загальна вартість — вказується ціна за одиницю товару (роботи, послуги) та загальна вартість з урахуванням кількості одиниць. Якщо ціни розраховуються за формулою, вказується валюта контракту. У разі, коли поставляються товари різної якості та асортименту, ціни окремо зазначаються за кожну одиницю товару різних сортів, видів або марок.
5. Умови платежів — встановлюються умови стосовно валюти платежу, способів, порядку та строків грошових або інших розрахунків, а також зазначаються гарантії виконання сторонами зобов'язань щодо оплати. Також може бути вказано, за допомогою яких документів здійснюється оплата, умови передплати та комісій банків.
6. Термін дії договору. Може бути двох видів: безстроковий, що означає дію договору до повного виконання сторонами всіх зобов'язань, або з фіксованою датою закінчення, коли контракт припиняє дію за певною датою.
7. Реквізити сторін — місцеперебування або адреси сторін (населений пункт, країна) та повні поштові й платіжні реквізити контрагентів договору.
8. Підписи уповноважених осіб та відбиток печатки (за її наявності) — у кінці договору ставляться підписи уповноважених осіб, які діють від імені сторін, а також може додаватись відбиток печатки, якщо вона є у сторін контракту.

### Додаткові умови
У договорі повинні бути передбачені додаткові умови, якщо сторони не узгодили інші умови щодо їх змісту. Важливо зазначити, що така домовленість про умови не позбавляє договір визначеного предмета, об'єкта, мети та інших істотних умов. Незгода щодо цих умов може призвести до того, що договір може бути вважатися не заключеним, або ж його можуть визнати недійсним у разі порушення формальних вимог, встановлених чинним законодавством України. Такими умовами можуть бути такі складові як:
1. Назва, номер договору (контракту), дата, місце укладання.
2. Преамбула.
3. Предмет контракту.
4. Кількість та якість товару (обсяги виконання робіт, надання послуг).
5. Базисні умови постачання товарів (приймання-здавання виконаних робіт або послуг).
6. Ціна та загальна вартість контракту.
7. Умови платежів.
8. Умови приймання та здавання товару (робіт, послуг).
9. Пакування та маркування.
10. Форс-мажорні обставини.
11. Санкції та рекламації.
12. Урегулювання суперечок у судовому порядку.
13. Місцеперебування (місце проживання), поштові та платіжні реквізити сторін тощо.

### Факультативні умови
У договорі (контракті) за домовленістю сторін можуть бути визначені факультативні умови, такі як: страхування, гарантії якості, залучення субвиконавців, агентів, перевізників, норми навантаження (розвантаження), передання технічної документації на товар, збереження торгових марок, оплата податків, митних зборів, захисні застереження, дата початку дії договору, кількість підписаних примірників договорів та процедура внесення змін до контракту та інші.